# BraveStarr (videogioco)
BraveStarr è un videogioco pubblicato alla fine del 1987 per Amstrad CPC, Commodore 64 e ZX Spectrum dalla Go!, un'etichetta della U.S. Gold. È tratto dal cartone animato e serie di giocattoli BraveStarr, che ha un'ambientazione mista di western e di fantascienza. Si controlla lo sceriffo a piedi o in volo su una sella-razzo, in uno sparatutto a scorrimento orizzontale con elementi di piattaforme e di avventura.

## Trama
Come nel cartone animato, siamo sull'inospitale pianeta di New Texas, importante per le sue miniere di Kerium. L'antico spirito Stampede, che ha al proprio servizio il malvivente Tex Hex e i suoi uomini, ha rapito lo sciamano indiano Shamen per estorcergli una formula magica. Il protagonista è lo sceriffo BraveStarr che, armato di pistola laser, deve salvare Shamen. Per trovarlo deve raccogliere indizi nella città di Fort Kerium, anche corrompendo informatori con il denaro se necessario, e recarsi con la sua sella-razzo in vari luoghi nel deserto di New Texas (tra cui un picco, le miniere e una città fantasma). Ha nove giorni di tempo per arrivare allo scontro finale con Stampede.

## Modalità di gioco
Il gioco si svolge in uno scenario bidimensionale visto di lato con scorrimento orizzontale in entrambi i versi. Si inizia controllando BraveStarr a piedi a Fort Kerium. Si può correre e sparare con munizioni illimitate a destra e sinistra, accovacciarsi e saltare, a volte anche su tetti o altre strutture che fanno da piattaforme.
I nemici comuni includono malviventi umani o umanoidi, cani e creature volanti.
Arrivano da entrambi i lati in continuazione e in quantità, e possono danneggiare il protagonista con il contatto o con i proiettili, a volte facendolo temporaneamente morire con tanto di apparizione della sua tomba.
Comunque non ci sono energia né vite, ma solo un limite di tempo complessivo, che gli attacchi nemici fanno diminuire più in fretta. Sopra la scena sono presenti un indicatore del tempo rimasto e un riquadro che mostra il ciclo del sole durante i nove giorni disponibili nel tempo del gioco.
I nemici uccisi possono rilasciare amuleti, ossia power-up che aumentano la potenza di fuoco o fermano per un po' il passare del tempo.
Quando BraveStarr trova la sua sella-razzo può prenderla e volare in tutte le direzioni, ma rivolto da un lato con la possibilità di sparare solo in quella direzione.
Sopra la scena è presente una semplice mappa che inizialmente mostra solo la città e un altro luogo; compariranno altri luoghi man mano che si fanno scoperte.
Appena si sale in sella, sulla mappa appare momentaneamente un cursore con il quale selezionare la propria meta. Tale luogo verrà quindi raggiunto volando fino all'estremità dello scenario, destra o sinistra a seconda della posizione. Qui BraveStarr scende e ritorna a piedi, e la sella rimane sempre disponibile dove l'ha lasciata.
Quando si va a piedi è possibile entrare negli edifici della città, oppure in alcuni luoghi raggiungibili fuori città. In tutti i casi, quando si entra compare un'immagine fissa del luogo e un menù di testo con tre opzioni: esaminare, parlare e andarsene. In questo modo è possibile incontrare personaggi e ottenere informazioni, a volte dando qualcosa in cambio, per rivelare nuovi luoghi sulla mappa e progredire nell'avventura.

## Accoglienza
BraveStarr ricevette giudizi molto contrastanti dalla stampa di settore europea, in tutte le versioni.
Alcune riviste lo recensirono molto bene, con voti complessivi intorno a 8/10. Your Sinclair arrivò a 9/10 per la versione Spectrum, dandogli il titolo di Megagame, sebbene in una successiva recensione di un diverso giornalista scese a 7/10. Anche Amstar lo ritenne una buona prestazione, per poi scendere a 11/20 in una recensione di molti mesi dopo.
Un'altra parte della critica diede giudizi meno entusiasti e più nella media. Secondo Super Commodore era ben realizzato, ma non molto interessante.
Anche Computer and Video Games, trattando la versione Amstrad, apprezzò molto la fattura e la giocabilità, ma assegnò un 4/10 alla qualità/prezzo, perché il gioco mancava decisamente di interesse a lungo termine
Diverse altre riviste diedero giudizi chiaramente negativi. Zzap! in particolare giudicò estremamente male la versione Commodore 64, arrivando a un voto complessivo di 28%, pur tenendo conto che il gioco era rivolto ai più piccoli.